# Aloe-Emodin
Aloe-Emodin ist ein natürlich vorkommendes Anthrachinon und ist isomer zu Emodin und Morindon.

## Vorkommen
In Aloe vera ist das Glucosid Aloin mit einer C-glycosidischen Bindung enthalten. Durch dessen Hydrolyse und anschließende Autoxidation entsteht Aloe-Emodin. Es kommt außerdem in Senna alata, Gemeinem Rhabarber (Rheum rhabarbarum), Rheum emodi, sowie mehreren Arten der Gattung Kassien, beispielsweise Cassia grandis, vor.

## Eigenschaften
In diversen Studien wurden biologische Aktivitäten des Aloe-Emodins festgestellt. Es wirkt in vitro entzündungshemmend. Stand 2018 waren schon über dreißig Studien publiziert, die eine Wirkung gegen Krebs-Zelllinien in vitro festgestellt haben. Die Studien betreffen verschiedene Krebserkrankungen, darunter Magenkrebs und Darmkrebs. In anderen Studien wurden auch antivirale und antibakterielle Wirkung festgestellt. Die Verbindung ist phototoxisch und schädigt im Tierversuch Leber und Niere. Es wird schnell metabolisiert, unter anderem zu Rhein. Ausgeschieden wird es entweder als Glucuronid oder nach metabolischer Umwandlung zu Rhein als dessen Glucuronid oder Sulfat.